# Lawrence Academy at Groton
Lawrence Academy at Groton is een private school in Groton (Massachusetts). De school werd in 1793 opgericht door Samuel Lawrence als de Groton Academy. Hiermee is het de op negen na oudste school van de Verenigde Staten en de op twee na grootste van de staat Massachusetts, na de The Governor's Academy en de Phillips Academy.

## Bekende oud-leerlingen
- Tim Armstrong, zakenman (topman van AOL)
- Eric Gaskins, kledingontwerper
- Donald L. Harlow, topmilitair
- Steve Heinze, ijshockeyer
- Huntley N. Spaulding, politicus (69e gouverneur van New Hampshire)
- Fritz Wetherbee, scriptschrijver en televisiepresentator
- Antoine Wright, basketballer